# Șiștarovăț
Șiștarovăț – wieś w Rumunii, w okręgu Arad, w gminie Șiștarovăț. W 2011 roku liczyła 259 mieszkańców. 